# Qidong (Hengyang)
Qidong  (en chino, 祁东; pinyin, Qídōng; Wade-Giles, ch'i tung) es un condado  bajo la administración directa de la Prefectura Hengyang en la Provincia de Hunan, República Popular China.  Su área es de  km² y su población total para 2010 superó los  mil habitantes. 

## Administración
Desde marzo de 2022, el  Condado Qidong  se divide en 24 pueblos que se administran en 4 subdistritos,  17 poblados y 3 villas.

## Toponimia
El topónimo Qidong [/chi-dong/] se compone de los sinogramas Qi (nombre propio) y Dong (oriente), lo que da como resultado "el oriente de Qi(yang)". 1952 se estableció el condado al separarse de la parte oriental de Qiyang, de ahí el nombre.